# ふたりがつくった風景
「ふたりがつくった風景」（ふたりがつくったふうけい）は、1981年10月1日に発売されたチューリップの通算20枚目のシングル。

## 解説
ヒット曲を作るには男と女の恋を歌にしなければならないという強迫観念を当時持っていた財津和夫が、「サボテンの花」「虹とスニーカーの頃」などのラブソングから更に一歩踏み込んだ「えぐい感じ」を描こうと作成された。歌詞には「赤と緑の歯ブラシ」「君が愛した…マティス」など視覚的なイメージが多く用いられている。
サビで始まる冒頭と財津のハイトーンボイス、安部俊幸のギターソロが印象的な楽曲である。
ジャケット写真は、同年発売のアルバム『THE 10th ODYSSEY』のジャケット写真から赤ん坊がいなくなったバージョン違いのような趣である。

## 曲目
全曲作詞・作曲：財津和夫　編曲：チューリップ
1. ふたりがつくった風景
2. 外は雨